# Геометрия (издательство)
«Геометрия» (стилизуется как «ГЕОМЕТРИЯ») — независимое российское музыкальное издательство — образовано 6 декабря 2001 года. Направление работы — российская (постсоветская) рок-музыка и близкие по духу авангард и фри-джаз. Издания выходят на физических носителях формата CD и DVD. Ряд записей, выпущенных лейблом, описаны в книге «100 магнитоальбомов советского рока».

## Специализация

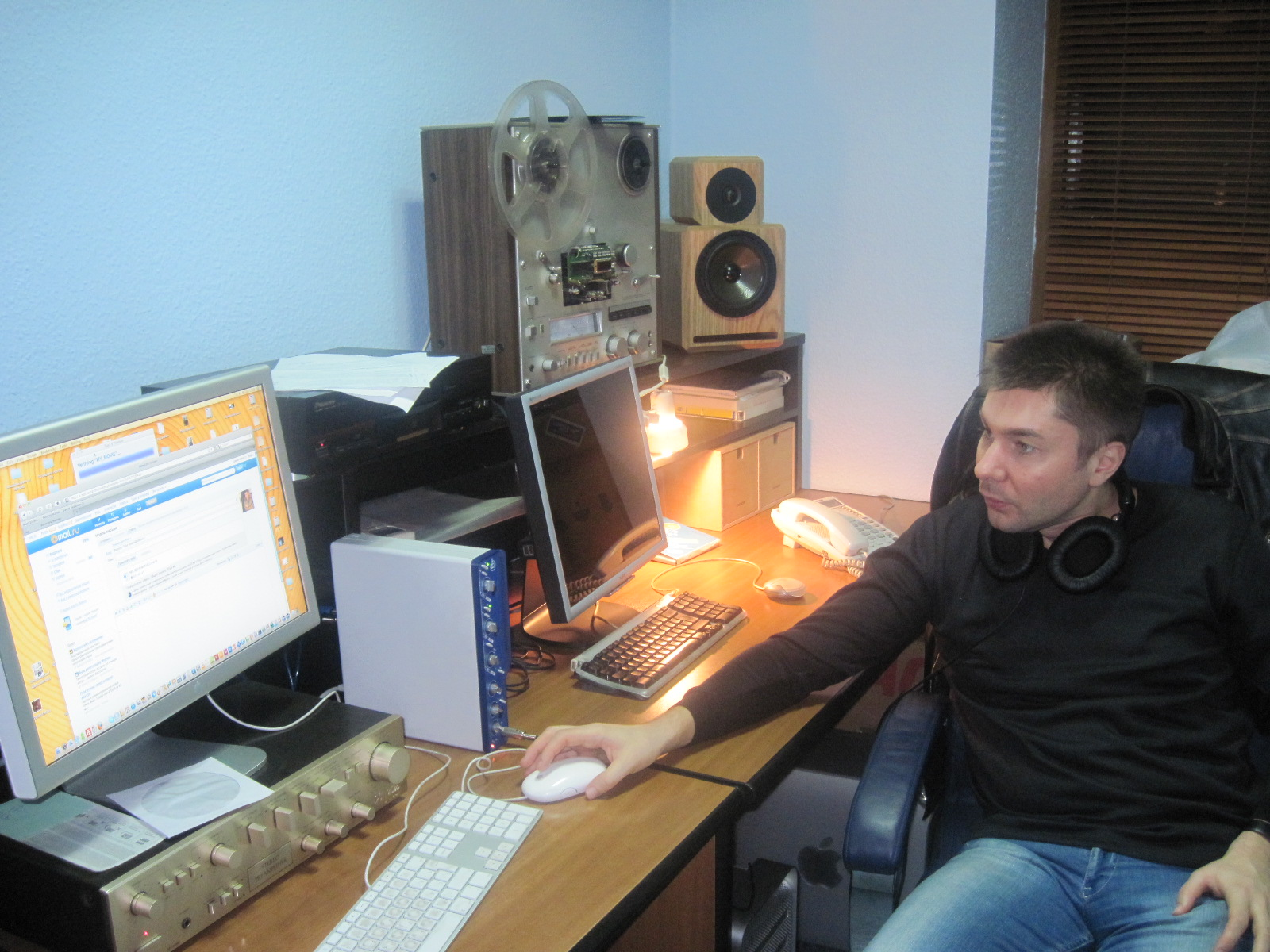
Саунд-инженер Евгений Гапеев работает над аудио-записью

«Геометрия» выпускает альбомы, лимитированные (пронумерованные) издания, полные дискографии музыкантов, относящихся и близких к отечественной рок-культуре на физических носителях в премиальном исполнении (качестве). Издательством проводится работа в архивах, разыскиваются, восстанавливаются утраченные записи. Продукция лейбла отличается качественным ремастерингом, профессиональной реставрацией исходных материалов. Издания укомплектованы бонусами, получают новый дизайн, сопровождаются дополнениями от лейбла, мерчандайзингом и трейлерами.
В прессе присутствует образное определение музыкального издания — «геометрическое» или «геометрийное» — означающее индивидуальный подход к выпуску музыкальной продукции.
В коллективе издательства работают известные в музыкальных кругах специалисты — продюсер Вадим Ульянкин, звукоинженер, реставратор, продюсер Евгений Гапеев. Издательство сотрудничает с известными дизайнерами — Георгием Аваньяном, Александром С.Волковым.

## История

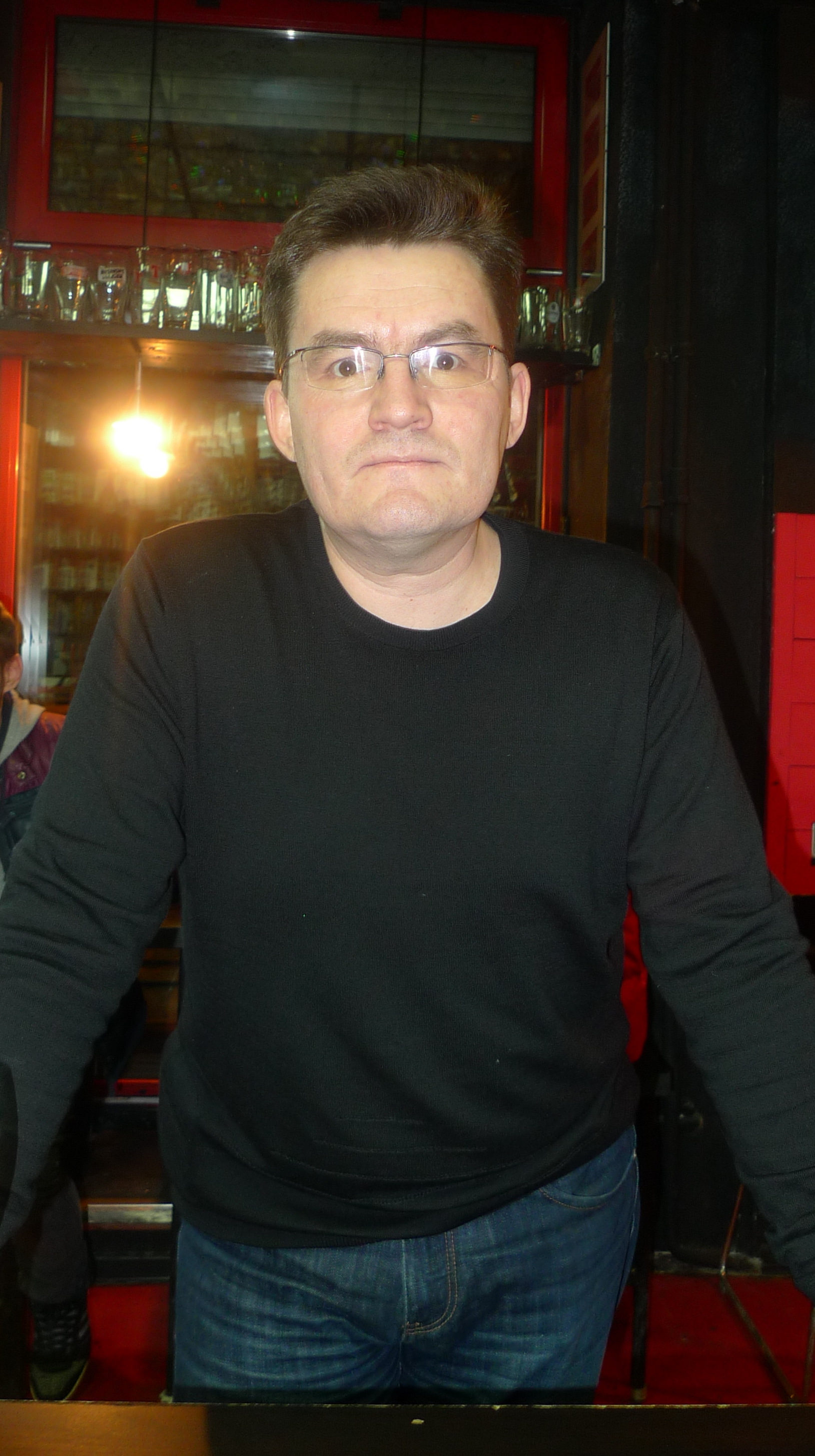
Вадим Ульянкин

Первым релизом «Геометрии» в 2003 году стал диск лидера группы «АукцЫон» Леонида Фёдорова «Лиловый день». В 2006 году альбом был переиздан — лимитированным (пронумерованным) изданием, тиражом 999 экземпляров — по технологии Sony DADC на 24-каратном золоте.
На обложке «Лилового дня» изображён абориген из Австралии с диджериду, сфотографированный на месте проживания. В оформлении второго издания альбома была применена автостереограмма (технология стерео варио). Если обложку наклонять, то фотография аборигена меняется на сидящего в той же позе Леонида Фёдорова. Эта технология использовалась и при выпуске новых изданий дискографии «АукцЫона».

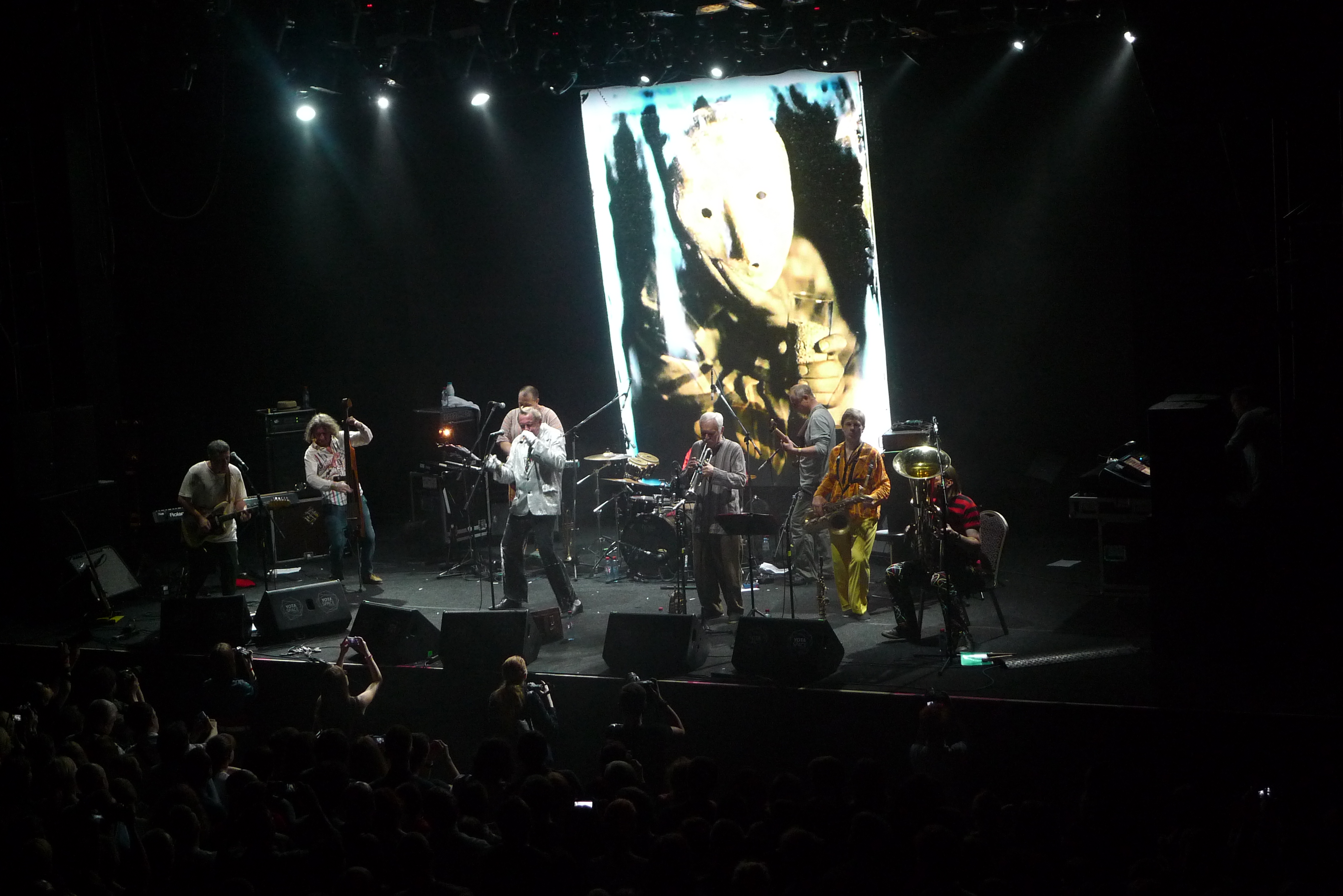
Аукцыон в YotaSpace

В 2004 году «Геометрия» выпускает первый альбом психоделической рок-группы из Самары «Контора Кука» — «Реновация». В 2005 состоялся релиз DVD группы «АукцЫон» «Как слышится, так и пишется», в 2007-м году альбом переиздаётся в формате лимитированного (пронумерованного) издания со специальной упаковкой.
В 2006 году выходит CD-приложение к журналу Stereo&Video, сопровождённое рассказом об издательстве.
В 2007 году был выпущен альбом «Вежливый отказ» — «Кончерто» с записью в формате 2DVD+2CD концерта во МХАТ имени М. Горького 4.03.2006.
В этом же, 2007 году состоялся релиз альбома группы «АукцЫон» «Девушки поют», записанного с такими музыкантами, как Владимир Волков, Марк Рибо (Marc Ribot), Джон Медески (Anthony John Medeski), Фрэнк Лондон, Нед Ротенберг. Был выпущен двойной DVD «Девушки поют. Концерты» с видеозаписями презентаций альбома в Москве и Санкт-Петербурге.
В 2011 с релиза «АукцЫон» — «Жопа» (CD + 2DVD) стартует серия новых изданий альбомов группы. Боксы — упаковки первых 200 экземпляров альбома «Жопа» изготовлены Вадимом Ульянкиным вручную. В этот же год с альбомов «Шествие рыб» (CD], «Отечество иллюзий» (CD + DVD) и «Музыка для мёртвых» (CD + DVD) начинает выходить подобная серия группы «Телевизор».
В этом же году с альбома «Коса на камень» начинается работа с дискографией группы «Вежливый отказ». В 2012-м выходят бокс-сеты «Подольск’87» — 8xCD и лимитированный (пронумерованный) 5xDVD — с записью концертов легендарного рок-фестиваля.
Также в этот год издаётся альбом группы «До Мажор» — «Ноэма»(впервые полностью), названый журналом «КонтрКультУр'а!» альбомом 1990 года.
В 2013 году выходит альбом группы «АукцЫон» — «Птица». В издание включён вариант фонограммы со звуком в формате 5.1. В качестве бонуса в бокс вложен пазл, изготовленный из специального гигроскопического «пивного» картона. На лицевой стороне пазла размещены рисунки Татьяны — жены саксофониста «АукцЫона» Николая «Колика» Рубанова.
В 2013 году журнал Rolling Stone назвал альбом «ЧЕК» группы «Контора Кука» одним из 10 главных альбомов года (по версии Андрея Бухарина).
Самым «урожайным» оказывается 2014 год — появляются 15 новых релизов «Геометрии». В этот год, в частности, выходит диск группы «Ива Нова» «Крутила Пила», в записи которого участвует известный исполнитель Альберт Кувезин. Альбом был широко освещён в СМИ.
Также в этот год издаётся альбом «Телевизор» «Отчуждение 1989/2005» (2CD) — через 25 лет после записи. Оригинал фонограммы, который хранил у себя продюсер Александр Шульгин, был по специальному соглашению с «Геометрией» предоставлен для издания.
В 2014-м увидел свет бокс-сет «ПСС» группы «Чистая любовь» — культового проекта, созданного в 80-х годах прошлого столетия — тогда студентами МГУ — лидером, автором большей части материала Максимом Волковым и, андеграундным рок-литератором и продюсером Сергеем Гурьевым. К релизу про историю группы снят фильм. Альбом группы «Московские чувства» включён в книгу Александр Кушнир «100 магнитоальбомов советского рока».
В этот же год состоялся релиз альбома проекта «Бром» — «Три ребра».
В 2015 году выходит комплект фильмов Лео Фейгин «Russian New Music» (3xDVD). Фильмы были изданы на физических носителях впервые. В числе героев картин — Вячеслав Ганелин, Анатолий Вапиров, Сергей Курёхин, Валентина Пономарёва, Сайнхо Намчылак, «Джаз-группа Архангельск», Вячеслав Гайворонский и другие звёзды свободной музыки.
Также в 2015 появляется новое издание альбома «АукцЫон» «В Багдаде всё спокойно» (CD + DVD/CD) в работе над которым участвует Кирилл Миллер — автор инсталляции, изображённой и на обложке первого винилового тиража альбома (1989).
По предложению «Геометрии», Миллер, специально приехав в Москву, создал новую инсталляцию с применением концепций, технологий и символов, которые применялись при оформлении сцены ещё в 1987 году — на презентации программы. Художник использовал битум, шахматы, молоко (3,5 % жирности) и речной песок. На основе новой инсталляции создаётся дизайн нового издания и оформление впервые изданного концертного варианта программы 1987 года. В качестве традиционного арт-бонуса от лейбла в издание включены специально изготовленные шахматы.
Лейбл выпускает альбомы групп из стран — бывших республик СССР — Цемент (2013, Латвия), Port Mone (2009, Белоруссия).
Также выходят альбомы молодых музыкантов — Ксении Фёдоровой (Оом Ра, 2010), группы иллинойз (для никого, 2013). Выпускают альбомы проект Вася Ложкин и «Какие-то люди» — «Пьянство и разврат» (2015) и Захар Прилепин и группа Элефанк — «Переворот» (2013), «Охотник» (2015).
В 2016 году с участием «Геометрии» на физических носителях был выпущен альбом группы «АукцЫон» «На Солнце», сопровождённый оригинальной информационной кампанией.
В 2016 году альбомом «Перекрёсток» завершена серия новых изданий всех альбомов «Телевизора». Продолжается выпуск дискографий «АукцЫона» и «Вежливого отказа».
Всего в каталоге лейбла около сотни позиций.
Релизы «Геометрии» представлены на интернет-порталах, занимающихся легальным распространением музыкальной продукции
.

## Подлейбл «Геофак»
«Геофак» начинает работу в 2008 году с первой части трилогии-трибьюта Песни Александра Лаэртского. На подлейбле выходят альбомы разнообразных альтернативных проектов от Lizetta New
до Квартира 23 — группы гитариста группы Центр Евгения Ильницкого. На «Геофаке» издаётся то, что «умно, но не „монтируется“ с основным каталогом издательства» — называет причину организации подлейбла продюсер Вадим Ульянкин.

## Фестивали — дни рождения издательства «Геометрия»

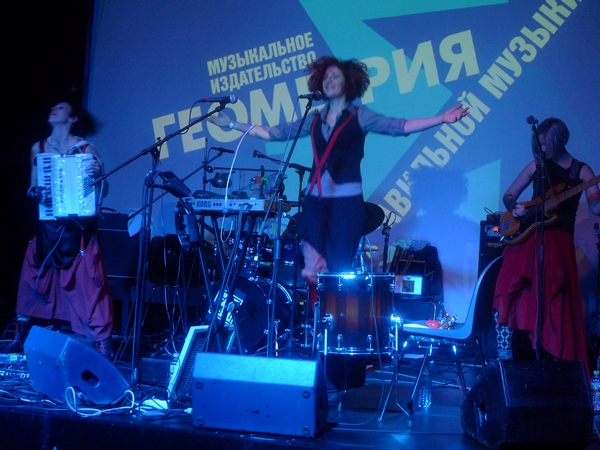
Группа Ива Нова в клубе Шаги

«Геометрия» проводит фестивали, посвящённые юбилейным Дням Рождения лейбла.
Фестиваль, посвящённый 10-летию лейбла прошёл в клубе Hleb в 2011 году. На нём выступили «Князь Мышкин», «Хроноп», Ксения Фёдорова, «Выход», «Вежливый отказ», «АукцЫон», «Ива Нова», Олег Сакмаров, «Контора Кука» и «Ночной Проспект». «АукцЫон» и «Вежливый отказ» впервые в истории выступали в один день на одной сцене. Концерт вёл лидер группы Центр Василий Шумов
.
В честь 15-летия лейбла в 2016 году состоялся концерт в Клубе Шаги, там сыграли «БГ Выход», «Контора Кука», «Ива Нова», «Хроноп», «Вежливый отказ». Музыканты выступили в специально собранных к событию составах и исполнили специальные сеты. Ведущим концерта был Вадим Степанцов (Бахыт-Компот).

## Критика в медиа
СМИ в целом положительно оценивают творческие аспекты деятельности издательства, но выражают сомнение в его рыночных перспективах.
Артём Липатов (Коммерсантъ) пишет, что «..физический носитель музыки …вымирает», результат работы «Геометрии» — «стоит дорого, выглядит коллекционно и вполне достоин быть помещённым на полку», а также «Не ясно, насколько хватит платёжеспособности у потенциальных клиентов».
Григорий Дурново в другой публикации Коммерсантъ добавляет, что «…эта звукозаписывающая компания сознательно и чётко … ориентируется на рок, условно говоря, „не для всех“».
Александр Алексеев (Российская газета) написал, что лейбл «…редкий пример современных издателей, которые выпускают диски качественных артистов и рок-групп, невзирая на их коммерческий потенциал».
Андрей Смирнов (Завтра) — считает, что «Всегда интересно, что придумает „Геометрия“ для „сувенирного“ вложения в бокс-сет».
Журнал InRock пишет, что «О „геометрийных“ переизданиях ходят легенды — это не просто старые записи, „почищенные“ и реставрированные. Это всегда подлинные культурные раскопки, погружения в историю советского/российского рока».